# جيفري مونتجومري
جيفري مونتجومري (بالإنجليزية: Jeffrey Montgomery)‏ هو كبير الإداريين التنفيذيين أمريكي، ولد في 9 مايو 1953 في ديترويت في الولايات المتحدة، وتوفي في 18 يوليو 2016 في Harper University Hospital ‏ في الولايات المتحدة بسبب نوبة قلبية.

## وصلات خارجية
- الموقع الرسمي